# Nico de Wolf
Nicolaas de Wolf (Apeldoorn, 27 de outubro de 1887 - 18 de julho de 1967) foi um futebolista neerlandês, medalhista olímpico.
Nico de Wolf competiu nos Jogos Olímpicos de Verão de 1912 em Estocolmo. Ele ganhou a medalha de bronze.